# Rondeletia eriantha
Rondeletia eriantha är en måreväxtart som beskrevs av George Bentham. Rondeletia eriantha ingår i släktet Rondeletia och familjen måreväxter. Inga underarter finns listade i Catalogue of Life.